# Laurent Guillemette
Laurent Guillemette es un deportista francés que compitió en vela en la clase Europe. Ganó una medalla de plata en el Campeonato Mundial de Europe de 1997.

## Palmarés internacional
| Campeonato Mundial | Campeonato Mundial             | Campeonato Mundial | Campeonato Mundial |
| Año                | Lugar                          | Medalla            | Clase              |
| ------------------ | ------------------------------ | ------------------ | ------------------ |
| 1997               | San Francisco (Estados Unidos) | Medalla de plata   | Europe             |